# Eparchie Luxor
Die Eparchie Luxor (lateinisch Eparchia Thebana) ist eine Eparchie der mit der römisch-katholischen Kirche unierten koptisch-katholischen Kirche mit Sitz in Luxor in Ägypten.

## Geschichte
Das koptische Patriarchat gründete es am 26. November 1895 aus Gebietsabtretungen der Eparchie Alexandria. Am 10. August 1947 verlor es einen Teil seines Territoriums an die Eparchie Assiut.

## Bischöfe von Luxor
- Ignazio Gladès Berzi (6. März 1896 – 29. Januar 1925)
- Markos II. Khouzam (9. August 1926 – 10. August 1947, dann Patriarch von Alexandria)
- Isaac Ghattas (21. Juni 1949 – 8. Mai 1967, dann Erzbischof von Al-Minya)
- Andraos Ghattas CM (8. Mai 1967 – 9. Juni 1986, Patriarch von Alexandria)
- Aghnatios Elias Yaacoub SJ (15. Juli 1986 – 12. März 1994)
- Youhannes Ezzat Zakaria Badir (23. Juni 1994 – 27. Dezember 2015)
- Emmanuel Bishay (seit 16. April 2016)[1]

## Statistik
| Jahr | Bevölkerung | Bevölkerung | Bevölkerung | Priester     | Priester         | Priester       | Priester               | Ständige Diakone | Ordensleute  | Ordensleute      | Pfarreien |
| Jahr | Katholiken  | Einwohner   | %           | Gesamtanzahl | Diözesanpriester | Ordenspriester | Katholiken je Priester | Ständige Diakone | Ordensbrüder | Ordensschwestern |           |
| ---- | ----------- | ----------- | ----------- | ------------ | ---------------- | -------------- | ---------------------- | ---------------- | ------------ | ---------------- | --------- |
| 1950 | 13.000      | ?           | ?           | 30           | 15               | 15             | 433                    |                  |              |                  | 35        |
| 1969 | 20.000      | 3.500.000   | 0,6         | 39           | 29               | 10             | 512                    |                  | 12           | 145              | 40        |
| 1980 | 25.000      | ?           | ?           | 41           | 27               | 14             | 609                    |                  | 16           | 165              | 51        |
| 1990 | 21.000      | ?           | ?           | 21           | 7                | 14             | 1.000                  |                  | 16           | 90               | 21        |
| 1999 | 17.543      | ?           | ?           | 21           | 8                | 13             | 835                    |                  | 17           | 76               | 22        |
| 2000 | 17.550      | ?           | ?           | 23           | 9                | 14             | 763                    |                  | 17           | 75               | 22        |
| 2001 | 17.600      | ?           | ?           | 24           | 10               | 14             | 733                    |                  | 18           | 76               | 22        |
| 2002 | 18.000      | ?           | ?           | 20           | 7                | 13             | 900                    |                  | 17           | 69               | 22        |
| 2003 | 18.000      | ?           | ?           | 23           | 8                | 15             | 782                    |                  | 20           | 74               | 23        |
| 2004 | 18.000      | ?           | ?           | 23           | 8                | 15             | 782                    |                  | 19           | 75               | 21        |
| 2009 | 18.600      | ?           | ?           | 24           | 9                | 15             | 775                    |                  | 15           | 66               | 21        |